# Trithemis brydeni
Espèce
Statut de conservation UICN

 NT  : Quasi menacé
Trithemis brydeni  est une espèce d'odonates de la famille des Libellulidae, du genre Trithemis.

## Répartition et habitat
C'est une espèce africaine qui n'est signalée avec certitude que dans deux pays : Botswana et Zambie. Sa présence est incertaine en République démocratique du Congo.
Cette espèce se rencontre sur les ruisseaux ou mares bordés de buissons dans les forêts.

## Classification
Le nom valide complet (avec auteur) de ce taxon est Trithemis brydeni Pinhey, 1970,.

## Étymologie
Son épithète spécifique, brydeni, lui a été donnée en l'honneur de John Bryden, de l'Agricultural Research Station de Chilanga (en), qui a non seulement planifié l'expédition de l'auteur dans le Nord de la Zambie mais qui s'est également intéressé au travail sur le terrain et apporté son aide lors de la collecte des spécimens.

## Publication originale
- (en) Elliot Pinhey, « Monographic study of the genus Trithemis Brauer (Odonata: Libellulidae) », Memoirs Entomological Society Southern Africa, Pretoria, vol. 11,‎ 1970, p. 1-159 (ISSN 0373-4242, lire en ligne, consulté le 25 novembre 2023).